# Jens Beutel
Jens Beutel, né à Lünen le 12 juillet 1946 et mort le 8 mai 2019, est un homme politique allemand, bourgmestre de Mayence et membre du SPD.

## Biographie
En 1968, Jens Beutel commence des études de droit public à Mayence. De 1974 à 1989 il est membre du conseil communal de son quartier Mainz-Mombach. Il termine ses études en 1976 et est nommé juge à Landgericht (Frankenthal), puis à Coblence et enfin à Mayence. Il est spécialisé en droit civil, droit commercial et droit pénal.

### Maire de Mayence

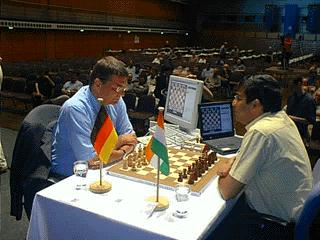
Jens Beutel - Viswanathan Anand lors du Chess Classic Mainz 2002; Rheingoldhalle.

Jens Beutel était maire de Mayence depuis 1996 et a été réélu en 2004. Amateur de jeu d'échecs, il a parrainé une compétition sportive renommée organisée à Mayence, le Chess Classic Mainz (de).
Le 8 octobre 2005, François Rebsamen, maire de Dijon, lui a remis la médaille d'honneur de la ville de Dijon.
En octobre 2011, il y eut des accusations d'incidents après une mission au Rwanda. Le 31 octobre 2011, il a donné sa démission du poste de bourgmestre à compter du 1er janvier 2012 ,,,.